# Hawa Mahal

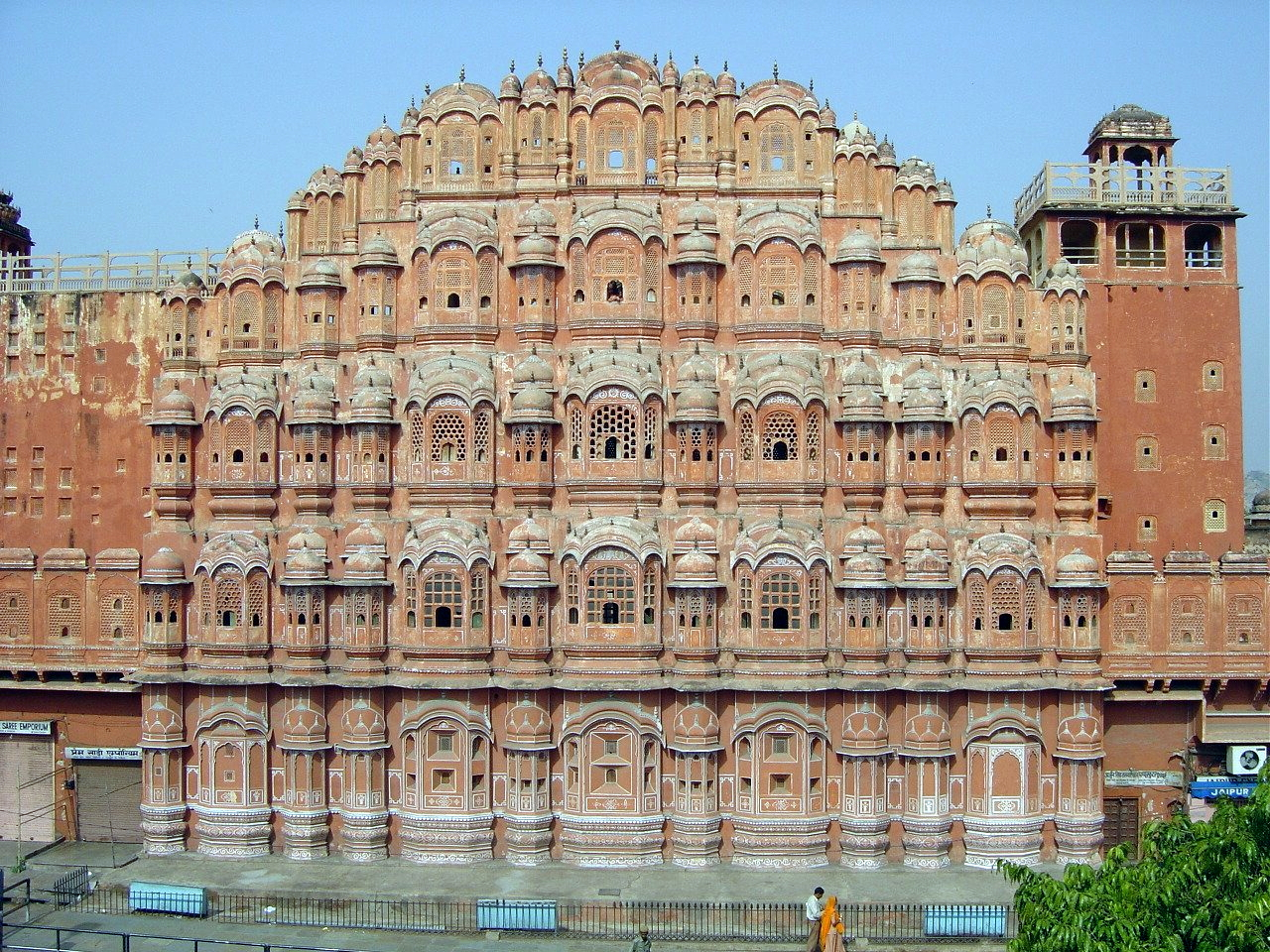
Hawa Mahal

Hawa Mahal, însemnând în română Palatul Vânturilor, este un palat care se află în Jaipur, India. A fost construit în 1799 de către maharajahul Sawai Pratap Singh și a fost proiectat de către Lal Chand Usta. Făcea parte din Palatul Orașului și avea funcția de zenana - cameră a femeilor din harem. Funcția inițială a palatului era de a permite femeilor din harem de a observa viața cotidiană de pe stradă fără ca ele să poată fi văzute.
Palatul are cinci nivele, cele superioare mai puțin extinse ceea ce îi dă formă piramidală clădirii. Este construit din gresie roșie și roz, iar decorațiunile sunt formate din ghips. Fațada principală, cea care dă la stradă, are 953 ferestre mici. Vântul, care le străbate și care face ca această clădire să se mențină răcoroasă tot timpul chiar și în zilele călduroase de vară, i-a dat numele palatului.

## Particularități

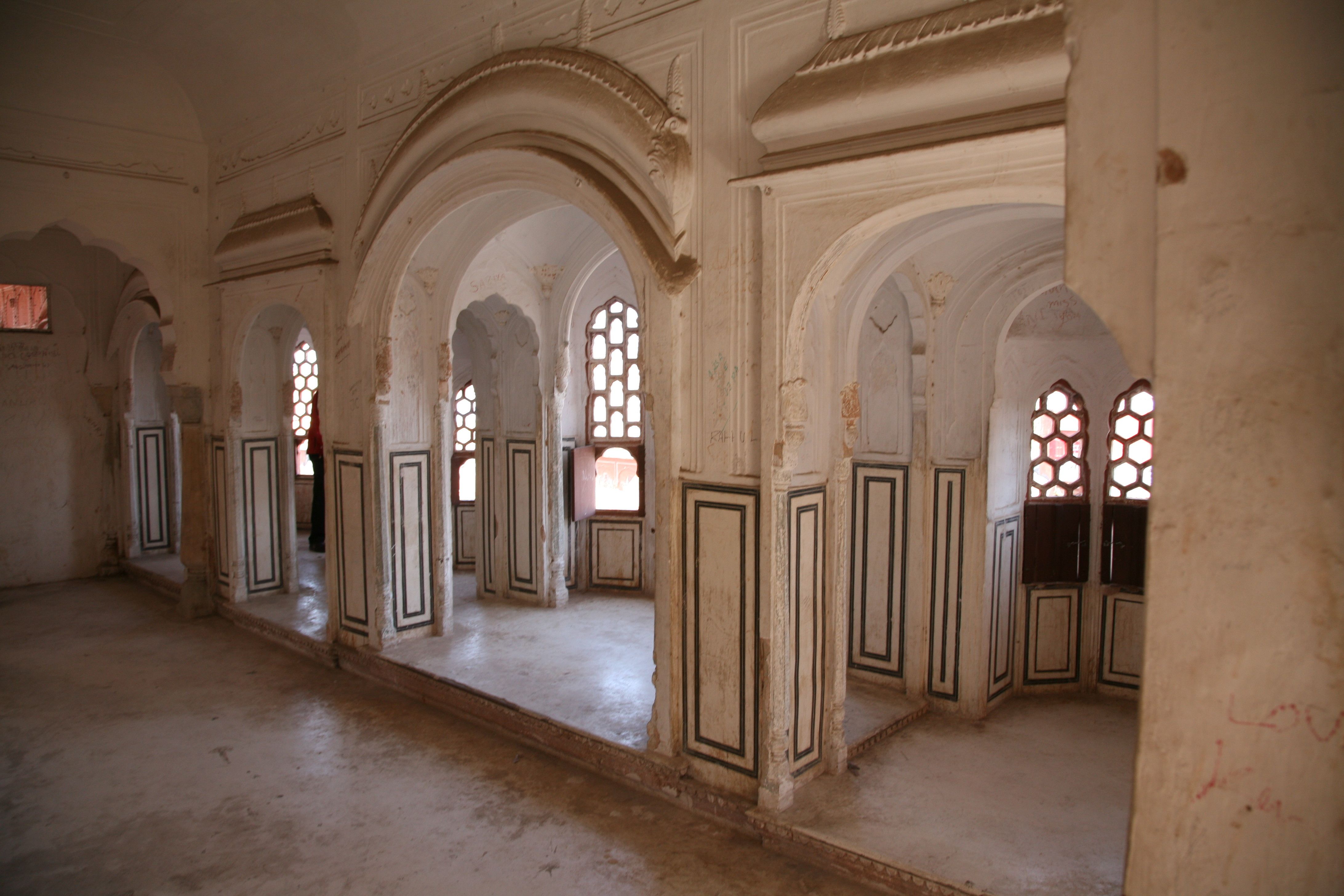
Interior

- în contrast cu tradiția indiană, nu se află înconjurat de parcuri ci se află în mijlocul uneia dintre cele mai importante străzi din Jaipur.
- fațada amintește de o coadă de păun, animal cu mare simbolistică în India.
- accesul la etajele superioare nu se face prin scări ci prin rampe.
- este considerată ca opera cea mai exponențială a arhitecturii rajput.

## Galerie

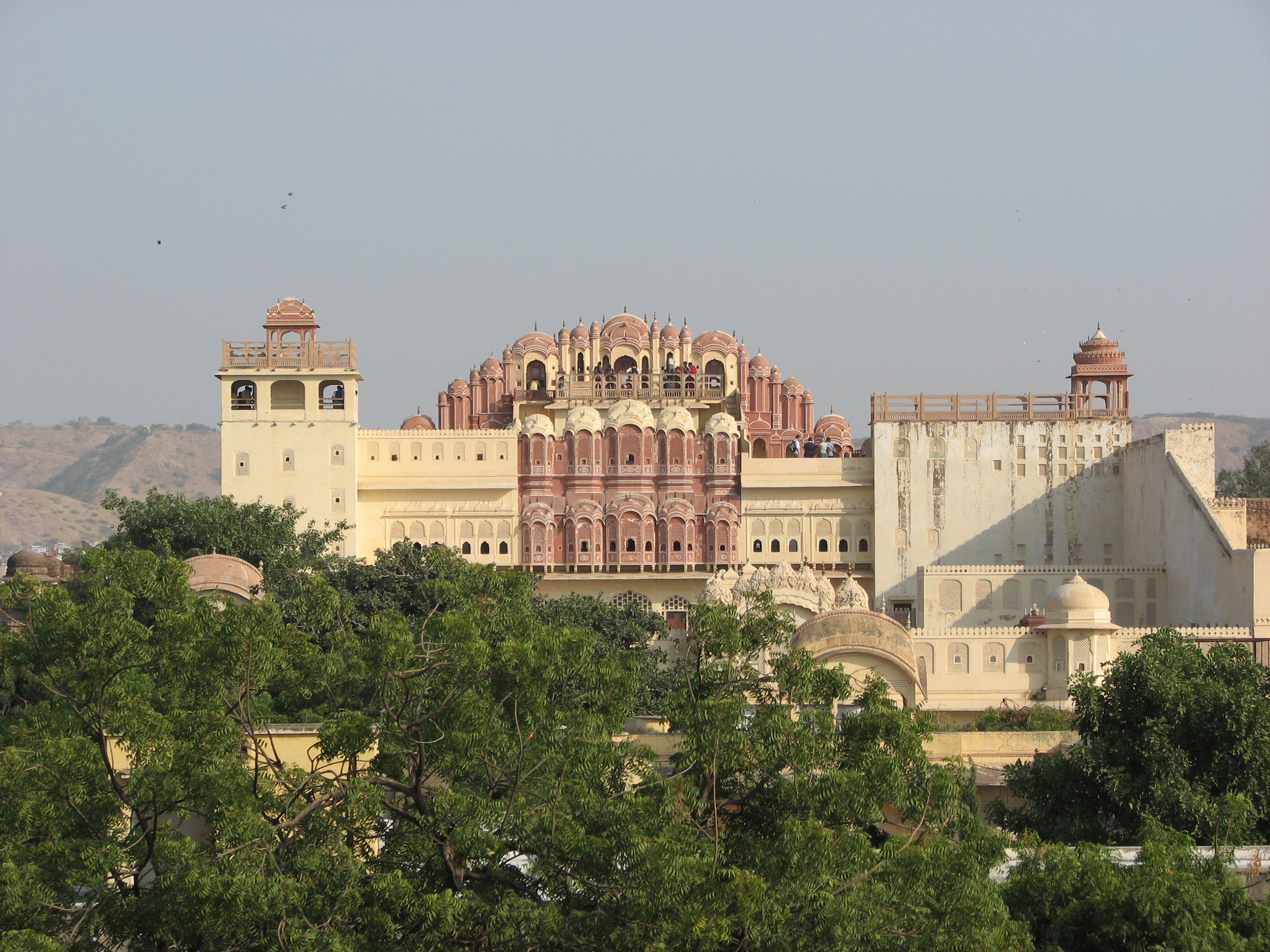
A panoramic view of the Hawa Mahal
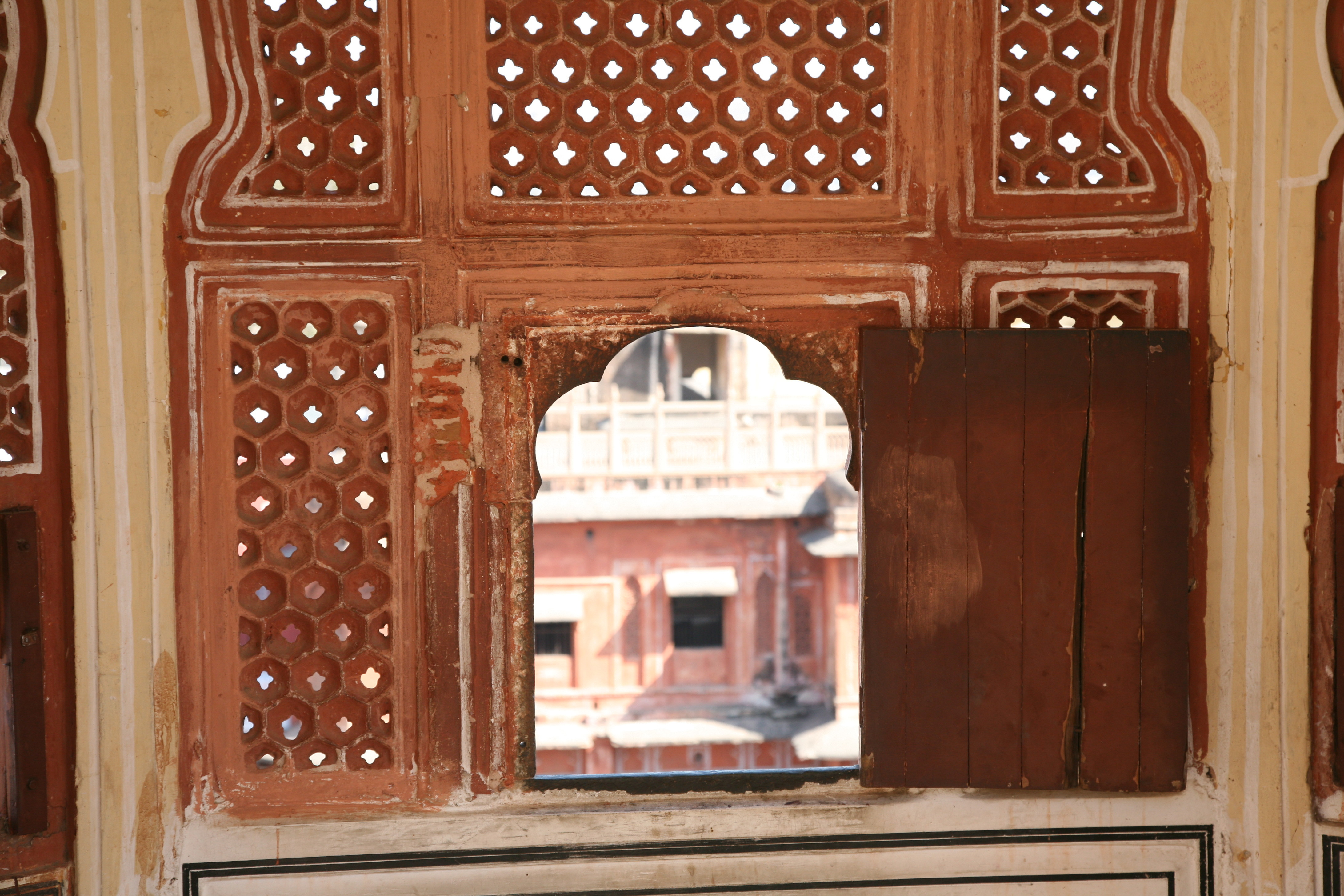
Jharoka or latticed window
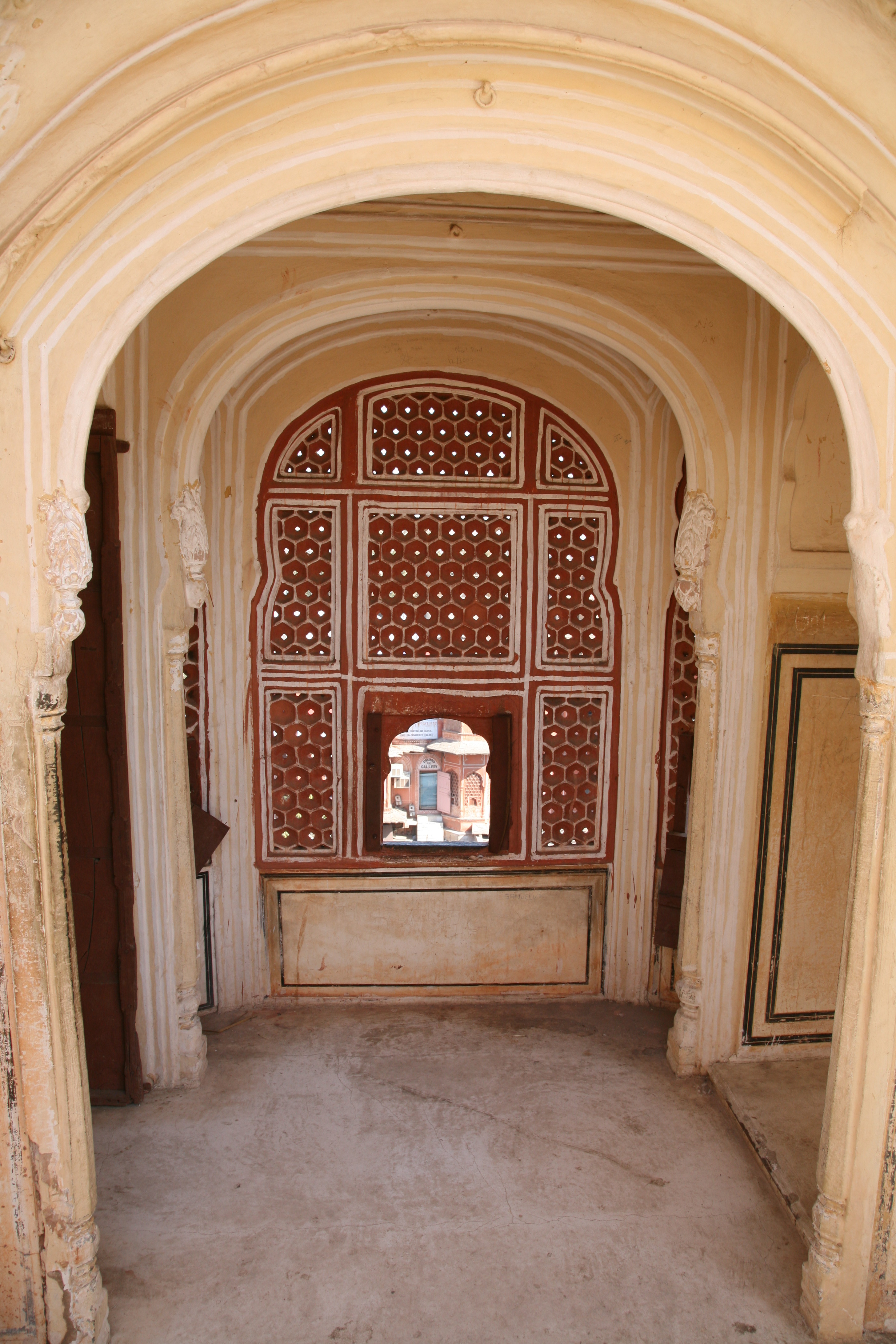
Jharoka or latticed window
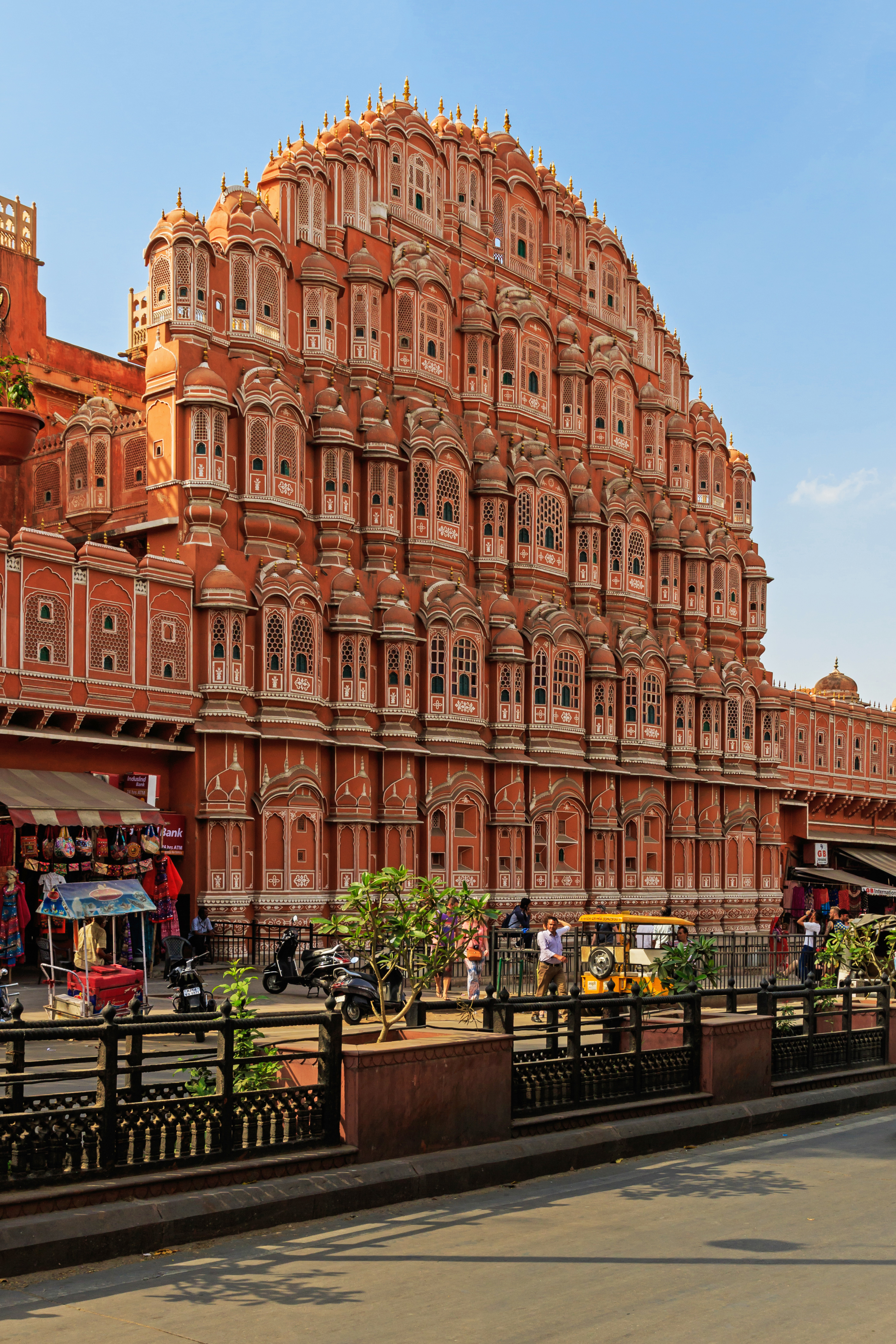
Hawa Mahal